# 都ホテルズ&リゾーツ
都ホテルズ&リゾーツ（みやこホテルズアンドリゾーツ）は、株式会社近鉄・都ホテルズ（きんてつみやこホテルズ、英称:Kintetsu Miyako Hotels International, Inc.）が運営する、近畿圏を中心に東京から米国まで、「都ホテル」ブランドなどのシティホテル・リゾートホテル・旅館を展開する日本の大手ホテルチェーンである。近鉄グループに属する。

## 概説
1890年創業、日本を代表する老舗ホテルとして数多くの国公賓を迎えてきた都ホテルを近鉄グループが買収したものがルーツ。宮内庁御用達（1954年に制度廃止、従来からの指定業者の使用のみ黙認）の志摩観光ホテルなど名門のシティホテル・リゾートホテルを有している。
ホテル間競争が激化する中、1998年以降ホテル事業を再編、宿泊予約センターやセールスオフィスの開設、共同購買、統一会計基準の導入など、チェーンメリットを活かしながら営業力強化を図っている。1998年7月、ホテル事業統括会社として、株式会社近鉄ホテルシステムズを設立。2000年3月には、同社が株式会社都ホテルを吸収合併。本店格の都ホテルを、スターウッド・ホテル&リゾート（現マリオット・インターナショナル）との業務提携により、「ウェスティン都ホテル京都」と改称するなど思い切った改革を実施。また、都ホテル東京、都ホテル大阪、新・都ホテル（京都）と併せて大規模なリニューアルも行うなど、大きくブランドイメージを変えている。2007年4月からは、都ホテル大阪と東京もスターウッド・ホテル&リゾートと提携して「シェラトン都ホテル大阪」「シェラトン都ホテル東京」に改称した。さらに、2014年「あべのハルカス」（仮称：阿部野橋ターミナルビルタワー館）には、「都ホテル」と「マリオット」との提携による、「大阪マリオット都ホテル」が開業した。
今後、東京・大阪等の都市において宿泊特化型ホテルを展開する計画がある。すでに近鉄京都駅の改装に伴い、同駅の上に宿泊特化型ホテルが建設され、2011年10月1日に「ホテル近鉄京都駅（都シティ 近鉄京都駅）」として開業した。他に近鉄奈良駅前に大型ホテルを展開する計画もある。
なお、2005年4月1日に、近鉄グループにおけるホテル施設資産保有の一元化と、コア事業としてのホテル事業の直営化を行うため、会社の再編を行っている。具体的には、株式会社近鉄ホテルシステムズの子会社として、株式会社ケイ・エイチ・エスを設立。株式会社近鉄ホテルシステムズが会社分割を行い、ホテル統括事業を株式会社ケイ・エイチ・エスに吸収させる。そして、近畿日本鉄道株式会社が（旧）株式会社近鉄ホテルシステムズを吸収合併すると同時に、株式会社ケイ・エイチ・エスが（新）株式会社近鉄ホテルシステムズに商号変更している。
2015年4月1日、100%親会社の近畿日本鉄道株式会社が社名を近鉄グループホールディングス（近鉄GHD）株式会社に変更し純粋持株会社に移行したのに伴い、同社のホテル事業を分割継承し社名を株式会社近鉄・都ホテルズに変更した。
2018年8月には、ブランドの再構築を発表。2019年4月1日から大きく分けて3つのブランドカテゴリーに分け、新たなロゴ・ホテル名を使用することになった。
1. 都市型フルサービスホテル…「都ホテル」
2. 宿泊主体の都市型カジュアルホテル…「都シティ」
3. リゾートホテル…「都リゾート」

ホテル名称は、外資系提携ホテルをはじめ一部改称しないホテルもあるが、基本は「都ホテル ○○」のようにブランド名＋地名の順に統一される。
また、国内外で都シティブランドを中心に運営受託やフランチャイズ展開も行い、2018年8月現在の5874室を10年で8000室に増やす計画としている。
コロナ禍による宿泊客の減少など社会構造の急速な変化を受け、2021年3月25日、近鉄GHDは当ホテルグループのうち8ホテルを米国の投資法人であるブラックストーン・グループが主体となって設立する特別目的会社（SPC）に譲渡することを発表した 。SPCに譲渡されるのは都ホテル 京都八条、ホテル近鉄ユニバーサル・シティ、都ホテル 博多、神戸北野ホテル、都リゾート 志摩 ベイサイドテラス、都リゾート 奥志摩 アクアフォレスト、都ホテル 岐阜長良川、都ホテル 尼崎で2021年10月1日付けで譲渡し、譲渡金額は非公表だが簿価423億円に対し約600億円とみられている。譲渡後の8ホテルはSPCから近鉄・都ホテルズが運営を受託する形を取る「運営に特化したノンアセット経営」に移行する。なお、株式会社近鉄・都ホテルズは現法人から近鉄GHDが新しく設立する法人へ吸収分割によりホテル運営事業を譲渡させ、現法人は近鉄不動産へ吸収合併させる新旧分離も併せて行う。譲渡される8ホテルは、ウェスティン都ホテル京都や志摩観光ホテルといった基幹ホテル、シェラトン都ホテル大阪や大阪マリオット都ホテルのような鉄道施設（駅ビル）と切り離せないホテル、都シティ 東京高輪など他社が所有するホテルを除く形で選定された。ブラックストーンをパートナーに選んだ理由として、近鉄GHDの幹部は世界で10万室以上を保有する有数のホテルオーナーであり、ホテル事業にも通じていることも理由に挙げている。

## チェーンホテル一覧
★は株式会社近鉄・都ホテルズの非直営ホテル。

### 日本国内
以下、新ブランド構築後のカテゴリー分けとする。

#### 都ホテル
- 関東地方
  - シェラトン都ホテル東京 （東京都港区、都営地下鉄白金台駅近く）
- 東海地方
  - 都ホテル 岐阜長良川（岐阜県岐阜市、長良川畔。旧ラマダルネッサンス「ルネッサンス岐阜ホテル」[注釈 3]）
    - 旧・岐阜都ホテル[3]。

  - 都ホテル 四日市（三重県四日市市、近鉄名古屋線近鉄四日市駅すぐ）
    - 旧・四日市都ホテル[3]。
- 近畿地方
  - ウェスティン都ホテル京都 （京都市東山区、京都市営地下鉄東西線蹴上駅すぐ）
  - 都ホテル 京都八条（京都市南区、近鉄・JR京都駅八条口前）
    - 旧・新・都ホテル[3]。

  - シェラトン都ホテル大阪 （大阪市天王寺区、近鉄大阪上本町駅前）
  - 大阪マリオット都ホテル（2014年3月開業、大阪市阿倍野区、近鉄南大阪線大阪阿部野橋駅ビル「あべのハルカス」内）
  - 都ホテル 尼崎（尼崎市、阪神尼崎駅近く、尼崎市総合文化センター内[注釈 4]）
    - 旧・都ホテルニューアルカイック[3]。
- 九州地方
  - 都ホテル 博多（福岡市博多区博多駅前、208室） - 旧・博多都ホテルの跡地に建設された「近鉄博多ビル」に2019年9月22日開業[8][9][10]。

#### 都シティ
- 関東地方
  - 都シティ 東京高輪（東京都港区高輪、199室） - JR高輪ゲートウェイ駅近くの宿泊主体型ホテル。2019年2月11日開業[11][3][12]。

- 近畿地方
  - 都シティ 近鉄京都駅（京都市下京区、近鉄京都駅上）
    - 旧・ホテル近鉄京都駅[3]。

  - 都シティ 大阪天王寺 （大阪市阿倍野区、近鉄南大阪線大阪阿部野橋駅前）
    - 旧・天王寺都ホテル[3]。

  - 都シティ 大阪本町（大阪市中央区北久宝寺町、約300室、堺筋本町駅近く）
    - 2020年春開業予定[11][3]だったが、新型コロナウイルスの影響で2020年6月5日に延期の上開業[13]。

#### 都リゾート
- 東海地方
  - 志摩観光ホテル（三重県志摩市阿児町、近鉄志摩線賢島駅すぐ）
    - 志摩観光ホテル ザ クラシック（三重県志摩市阿児町、近鉄志摩線賢島駅より送迎バス）
    - 志摩観光ホテル ザ ベイスイート（三重県志摩市阿児町、近鉄志摩線賢島駅より送迎車）
    - 志摩観光ホテル ザ クラブ（三重県志摩市阿児町、近鉄志摩線賢島駅より徒歩7分（500ｍ））

  - 都リゾート 志摩 ベイサイドテラス（三重県志摩市阿児町、会員制、ビジタープランあり）
    - 旧・海辺ホテル プライムリゾート賢島[3]。

  - 都リゾート 奥志摩 アクアフォレスト（2007年7月開業、三重県志摩市大王町。日本郵政公社が運営していた「メルパール伊勢志摩」を譲受）
    - 旧・ホテル近鉄 アクアヴィラ伊勢志摩[3]。

#### 上記3カテゴリ外
上記3カテゴリに含まれないホテル・旅館。
- テーマパーク関連ホテル
  - ホテル志摩スペイン村 ★（三重県志摩市磯部町、志摩スペイン村オフィシャルホテル、近鉄レジャーサービスの子会社（株）志摩スペイン村による直営）
  - ホテル近鉄ユニバーサル・シティ（大阪市此花区、USJオフィシャルホテル）
  - オリオンホテル モトブ リゾート＆スパ★（沖縄県本部町、JUNGLIA OKINAWAオフィシャルホテル。運営はオリオンホテル[注釈 5]） - 2025年7月1日より加盟[14]
- 和風旅館
  - 賢島宝生苑★（三重県志摩市阿児町、近鉄志摩線賢島駅）- 株式会社賢島宝生苑（近鉄レジャーサービス株式会社[注釈 6]の子会社）が経営。
  - 奈良 万葉若草の宿 三笠★（奈良市川上町、近鉄旅館システムズが経営。2015年4月1日から都ホテルズに加盟[15][16]）

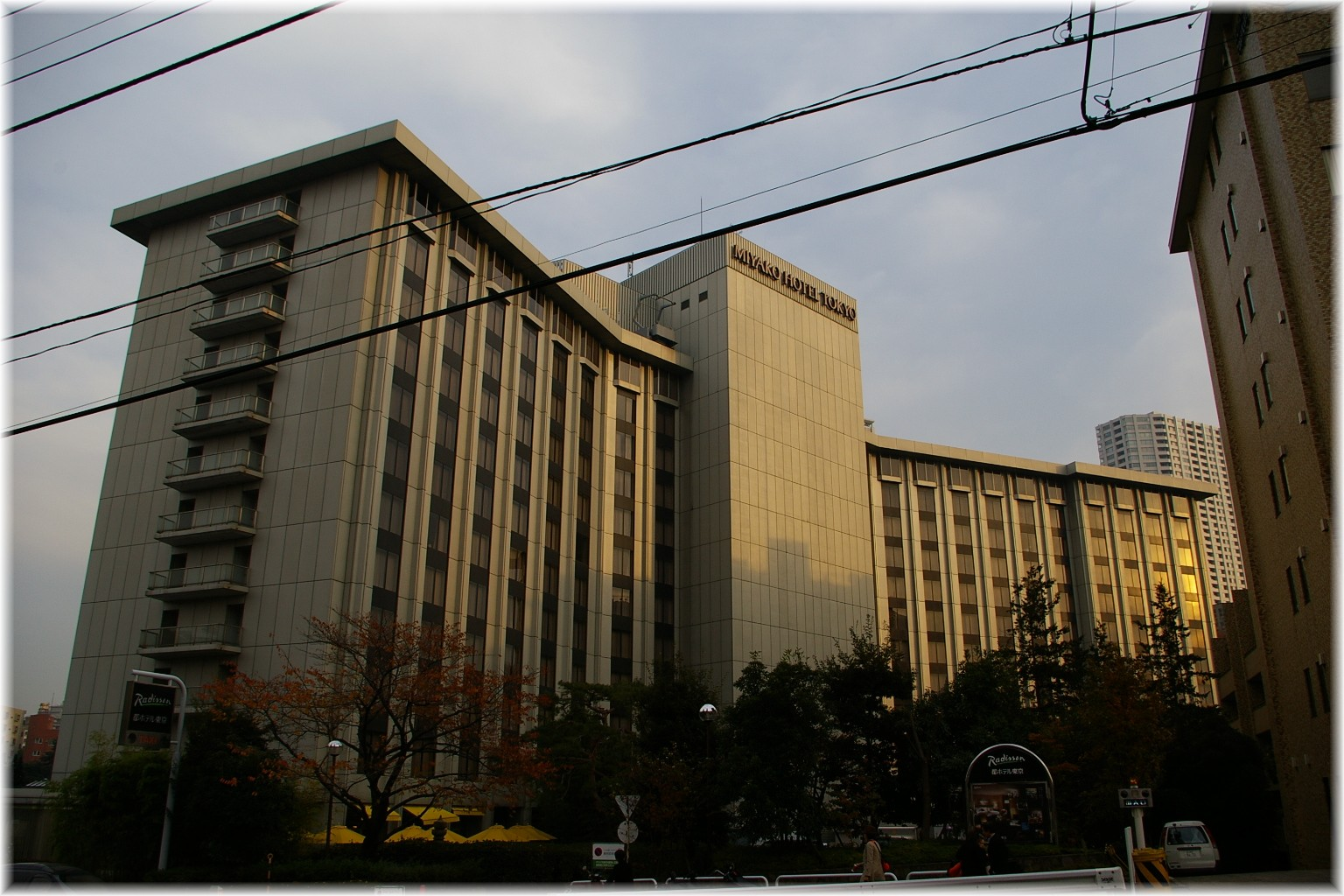
シェラトン都ホテル東京
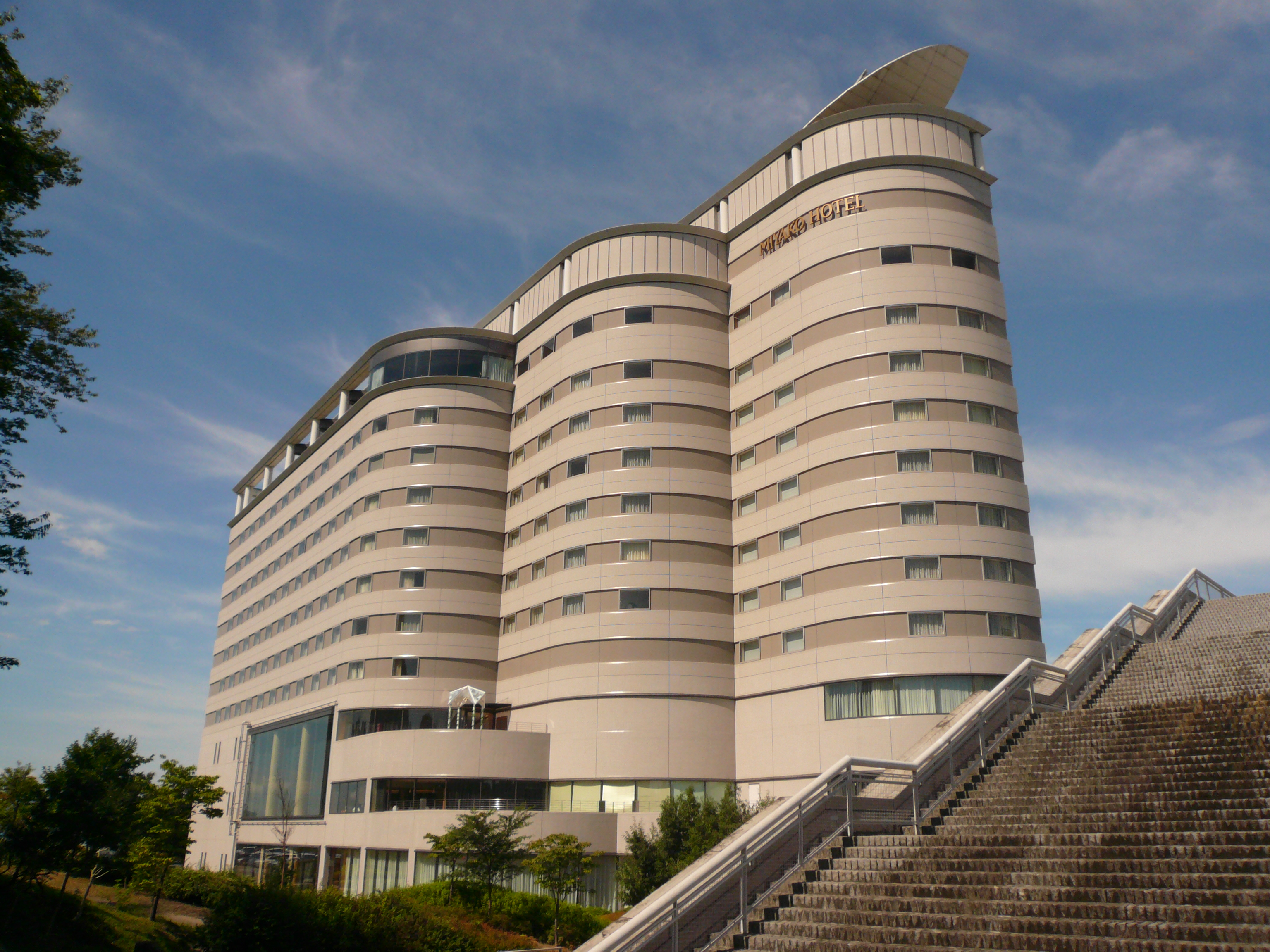
都ホテル 岐阜長良川（旧：岐阜都ホテル）
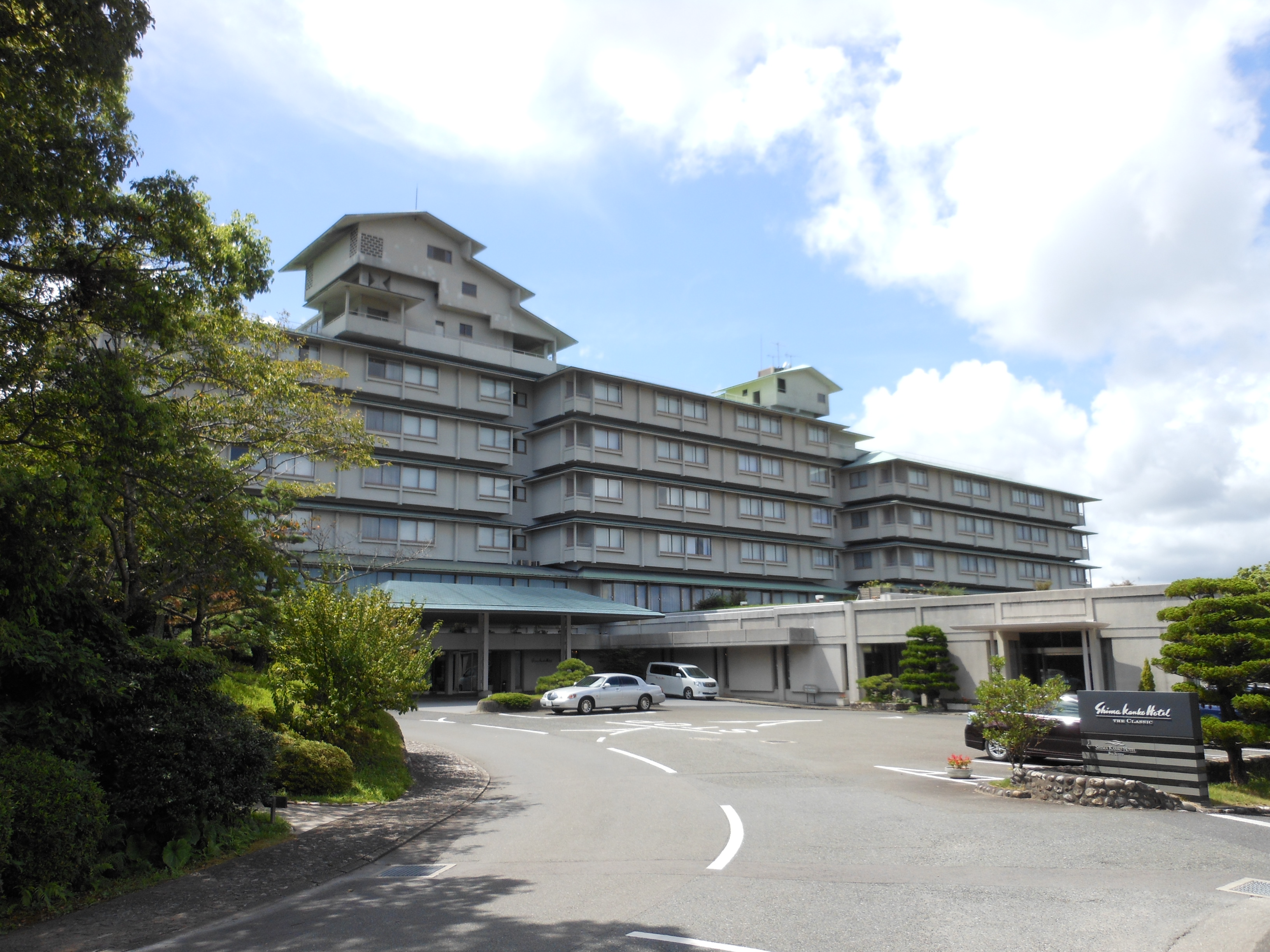
志摩観光ホテル（ザ・クラシック）
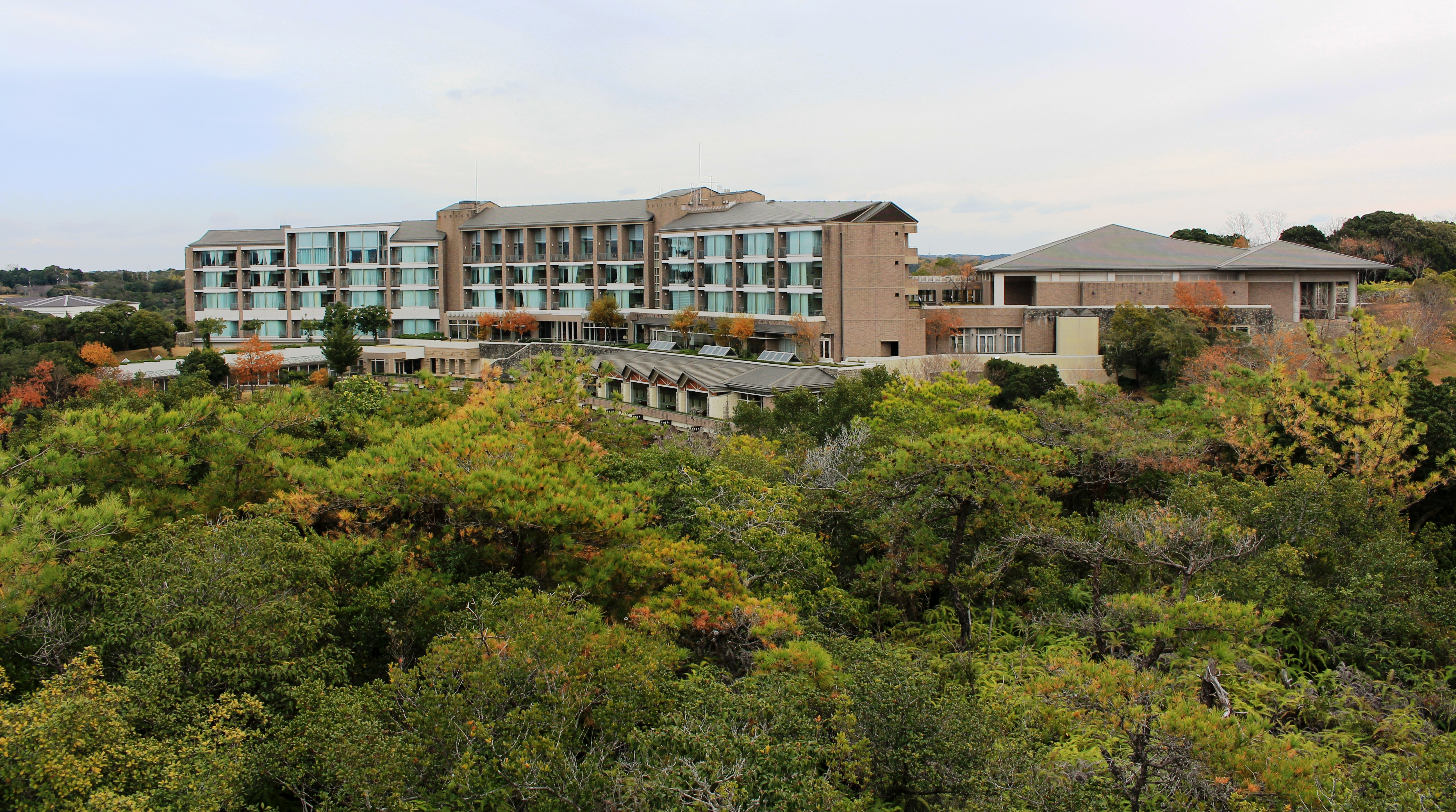
都リゾート 奥志摩 アクアフォレスト（旧：ホテル近鉄アクアヴィラ伊勢志摩）
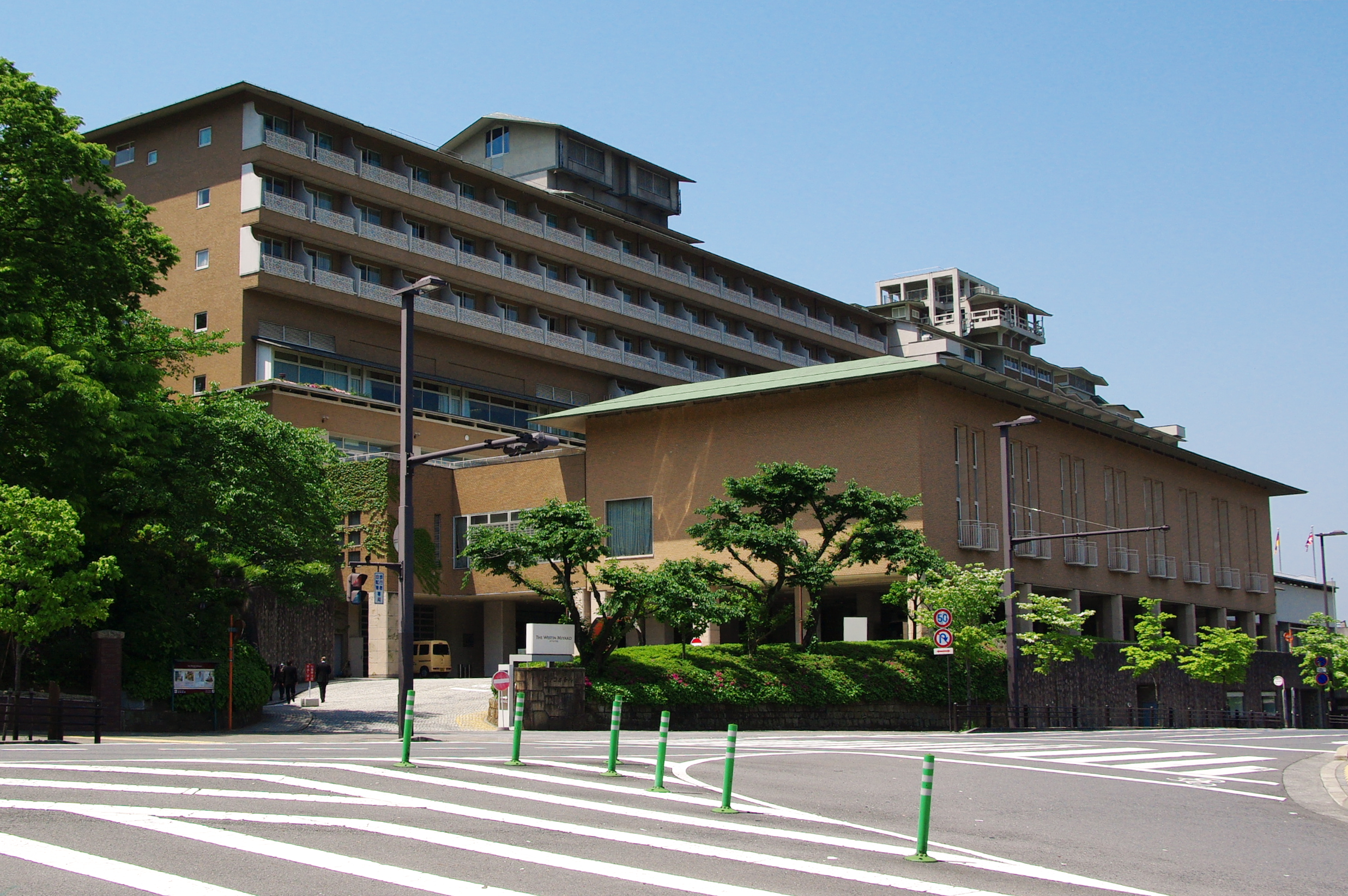
ウェスティン都ホテル京都
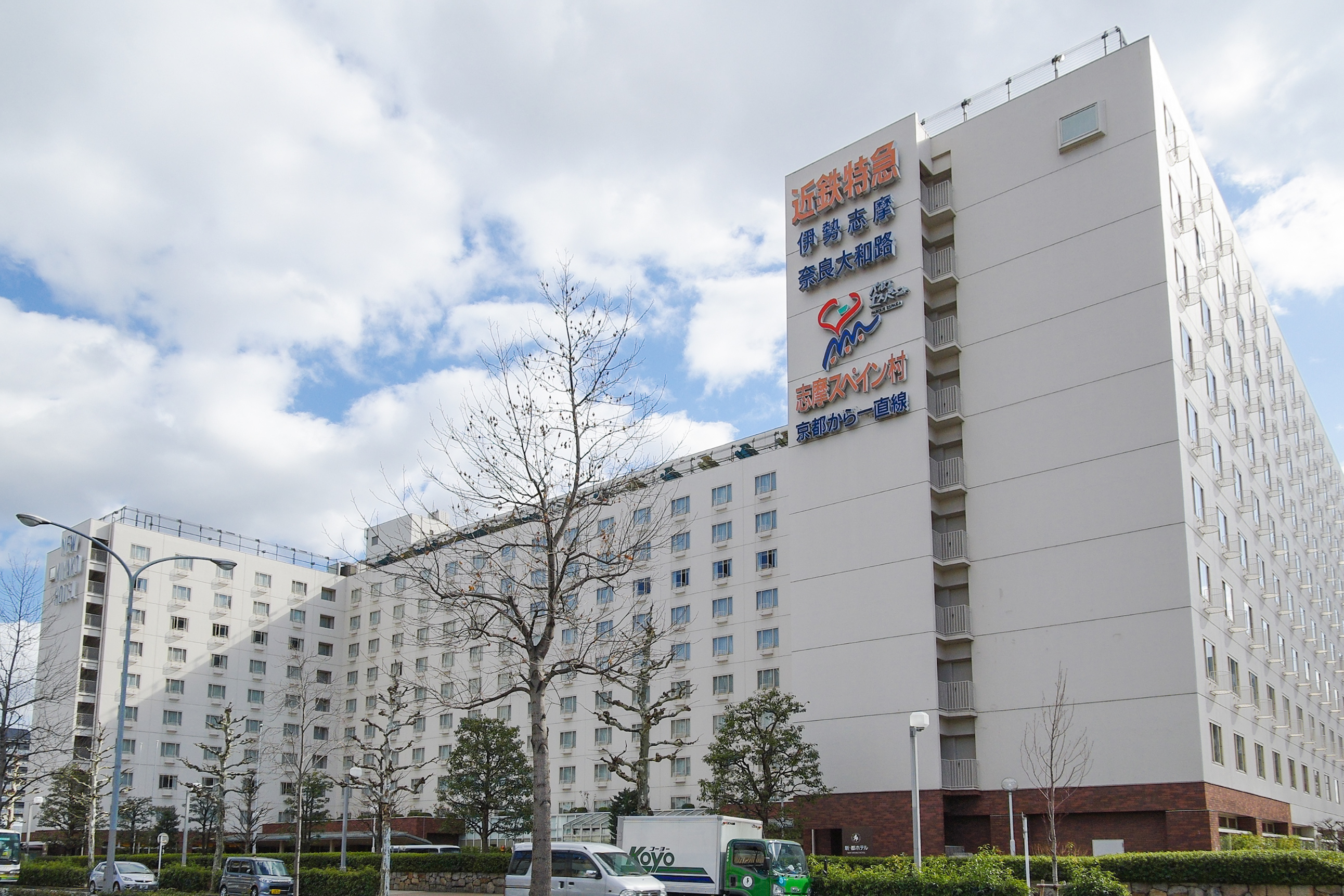
都ホテル 京都八条（旧：新・都ホテル）
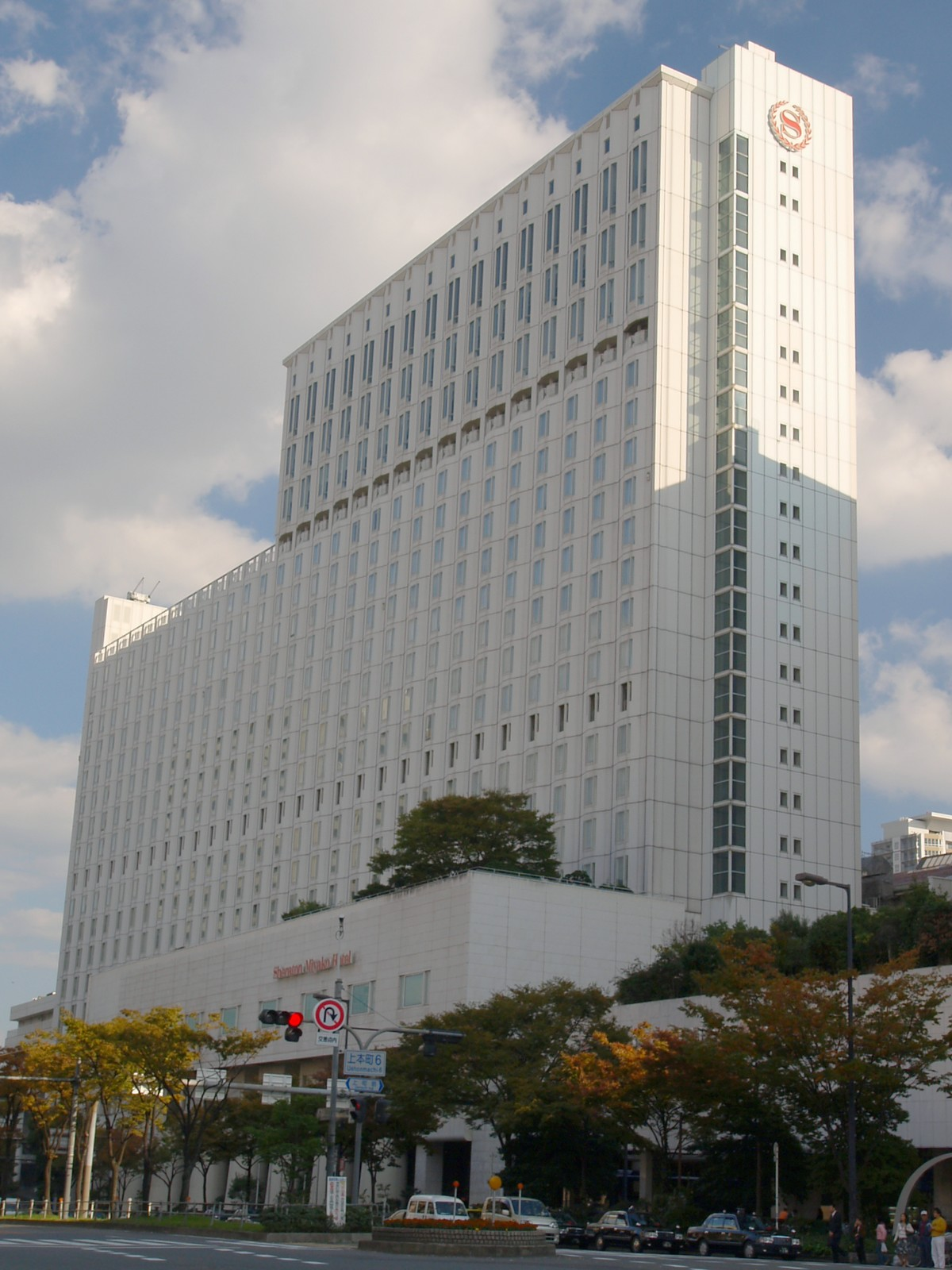
シェラトン都ホテル大阪
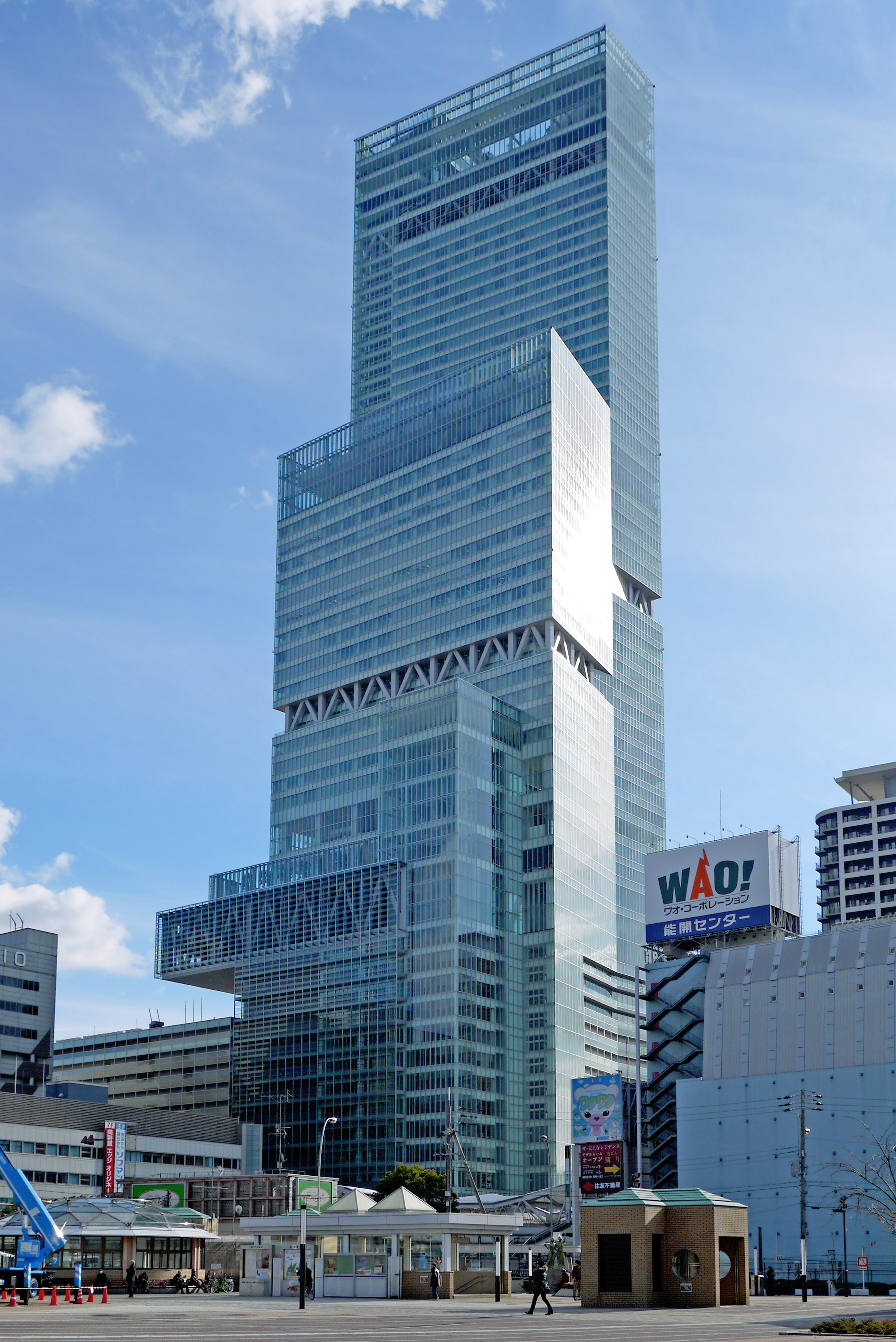
大阪マリオット都ホテル（あべのハルカス）
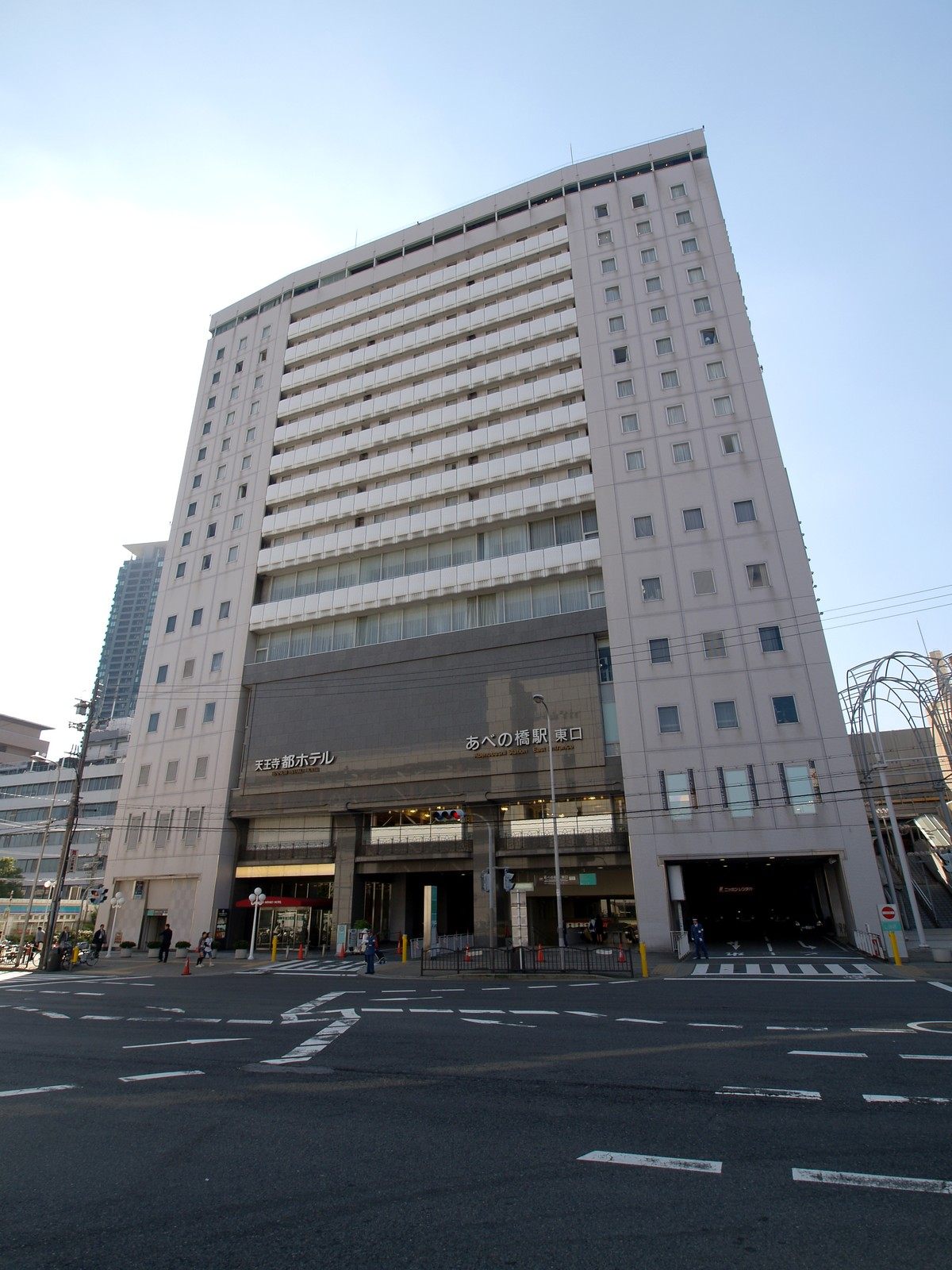
都シティ 大阪天王寺（旧：天王寺都ホテル）
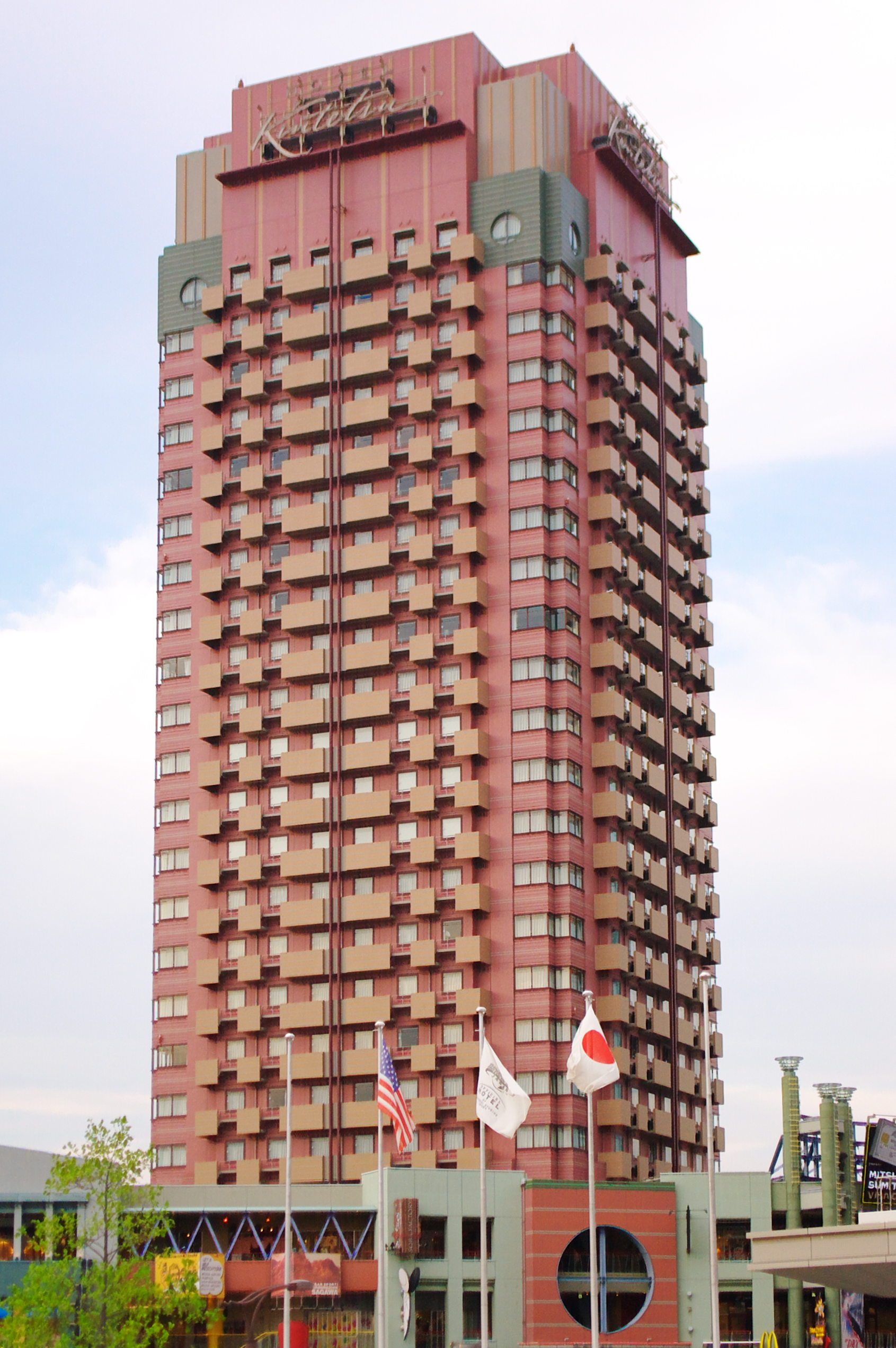
ホテル近鉄ユニバーサル・シティ
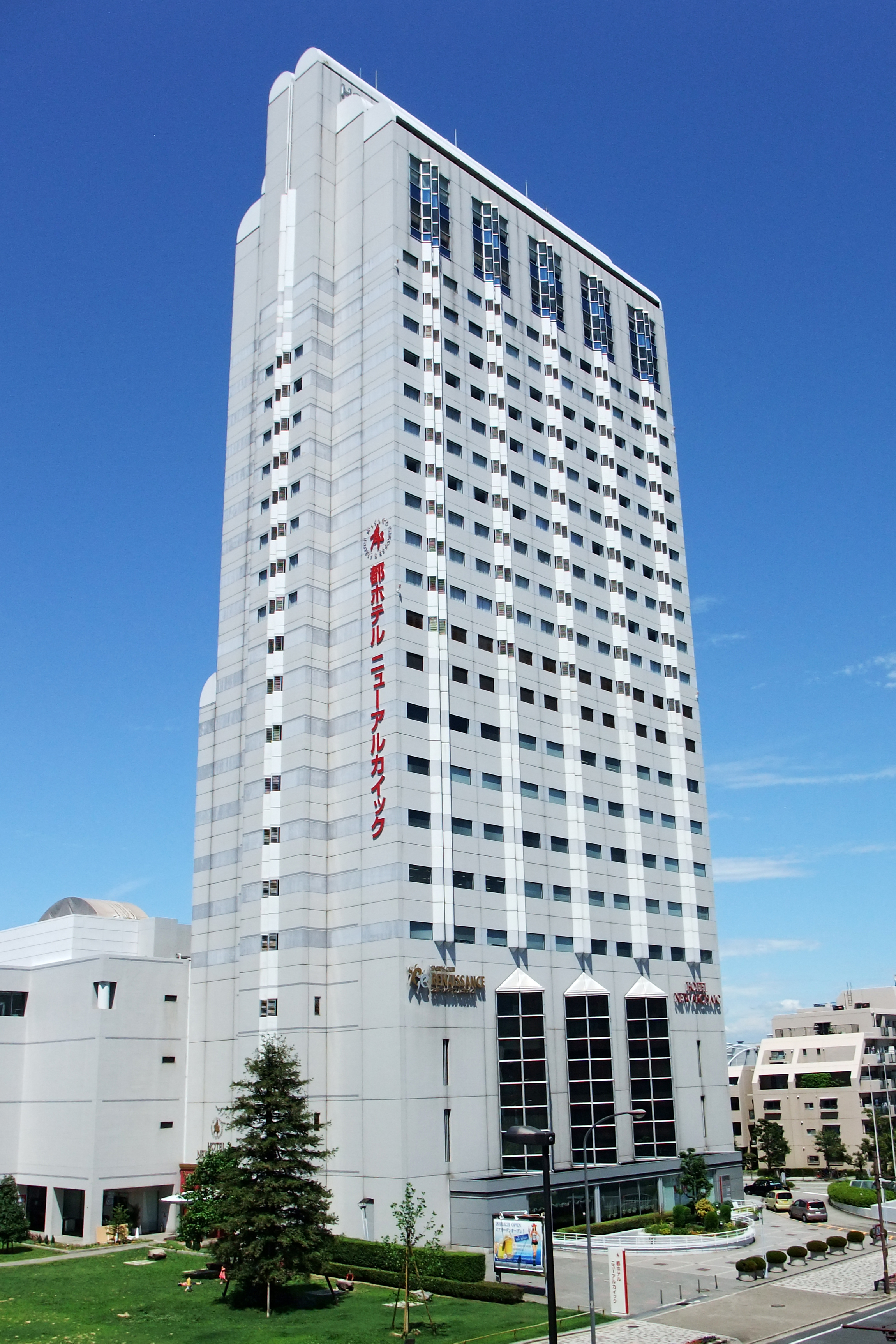
都ホテル 尼崎（旧：都ホテルニューアルカイック）
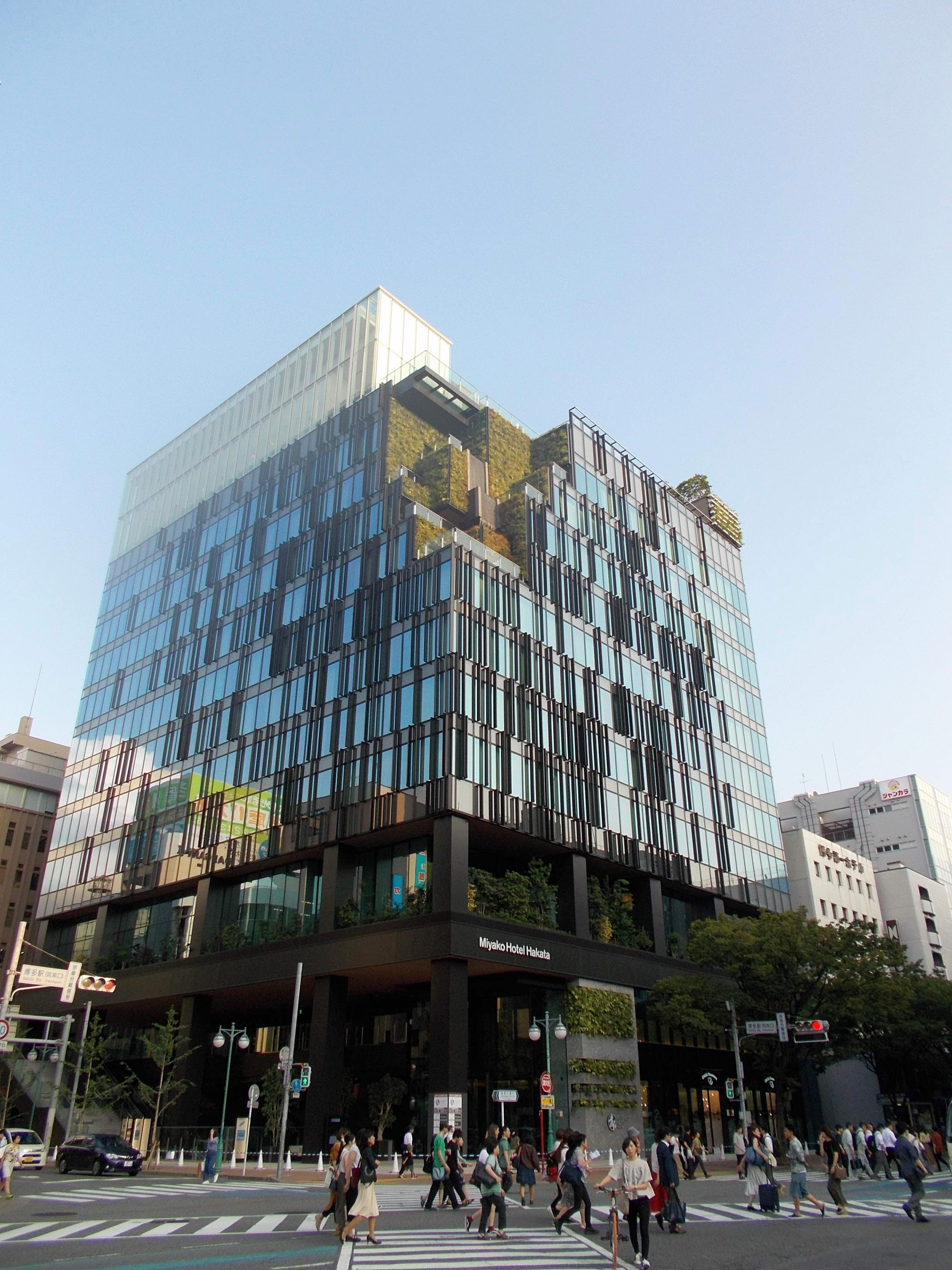
都ホテル 博多

### 日本国外
ともにアメリカ合衆国に所在、運営はアメリカ近鉄興業による。
- 都ホテルロサンゼルス（米国ロサンゼルス市）
- 都ハイブリッドホテルトーランス・カリフォルニア（米国トーランス市）

## 旅館・他社委託・当社委託等

### 旅館事業
株式会社近鉄旅館システムズ（旧・近鉄観光および赤目・香落・室生観光開発から継承）
- 青蓮寺レークホテル（三重県名張市青蓮寺峯の山、1975年開業）
- 奈良・春日奥山月日亭（奈良市春日野町、1902年開業）

### 外部へ委託
- 神戸北野ホテル（神戸市中央区山本通、エイチ・ワイ・ホスピタリティ・エンタープライズ株式会社へ委託。1992年開業、阪神・淡路大震災で被災し長期休業ののち2000年に再開した[17]）

### 当社へ委託
- フォーズホテル 近鉄 大阪難波（大阪市中央区難波） - 2022年3月18日開業。近鉄不動産所有の宿泊特化型ホテルで、運営は当社が行う[18]。

## 開業予定・計画
近鉄グループでは今後の新規出店は宿泊に特化したホテルに絞り、2030年度までに上記東阪に加えて札幌や名古屋などの大都市で合計8施設を開業する。ブランド名については、「都ホテル」「ホテル近鉄」以外の新ブランドも導入する考え、と報道されていたが、上記の通り「都ホテル」「都シティ」「都リゾート」の3カテゴリ化されることになった。前述の通り、2020年代に8000室まで増やす予定。
また、近鉄名古屋駅と名鉄名古屋駅の大規模再開発に伴うビル内に、ホテルの設置（名古屋都ホテル以来の再進出）を検討していたが、共同開発を行う名鉄グループとの調整が必要とされていた。コロナ禍による中断を経て2025年に開発計画が改めて発表されるにあたり、建設費用の高騰等から近鉄グループとしてホテルや商業施設（近鉄パッセの後継店舗）の営業は断念し、オフィスを運営することになった。
2017年に閉鎖した初代・金沢都ホテル（金沢ビル）の跡地に金沢都ホテル（2代目、仮称） を2020年をめどに建設予定としていた。しかし、2024年末時点で近鉄不動産が中心となってホテルを含む複合施設を建設する計画は、都市計画法に基づく高さ規制で60mを超える建物を建築できない制約もあって再開発が中断した状態となっていた。その後2025年6月に、建物の高さ制限を除外できる「都市再生緊急整備地域」に金沢駅周辺が指定されることが閣議決定したのに伴い計画が具体化することになった。

## 過去に営業していたホテル
- 名古屋都ホテル（1963年 - 2000年。名古屋市中村区名駅） - 前身は「中央ホテル」。跡地は売却されセンチュリー豊田ビルとなった。名古屋都ホテル開業時から地下にあるミヤコ地下街は現存。近鉄12000系電車で営業していたスナックコーナー（みやこコーナー）の運営も行っていた。
- 長良川ホテル（1970年 - 2003年、岐阜市） - 元は岐阜市が運営していたホテルに経営参加、新築の上再開業。1988年に新館開業。現在は飛騨牛レストラン「かいらん亭」のみ岐阜都ホテル内で存続
- 三田都ホテル（1977年 - 2002年、東京都港区三田4丁目） - 元は都イン・東京と称した。1階には近鉄モータース本店があった。跡地は住友不動産三田ツインビル西館として再開発
- 四日市都ホテル（初代、1977年 - 1991年、三重県四日市市）[26]
- 天王寺都ホテル本館（1962年 - 2001年、大阪市天王寺区、天王寺駅） - 天王寺ステーションビル内にあった。1983年まで大阪都ホテルと称した。宿泊営業終了後2003年7月まで「ベンチャーポート天王寺」として営業した。
- 和倉都ホテル（1973年 - 1992年、石川県七尾市和倉温泉） - 金沢ビル興業（金沢都ホテルの旧運営会社）が営業
- けいはんな都ホテル（1992年 - 2000年） - 現在は「けいはんなプラザホテル」として営業
- 甲子園都ホテル（1992年 - 2002年、兵庫県西宮市） - 業務委託終了（所有は白鹿グループ）。フランスのアコーホテルズが運営するノボテル甲子園に改称し、2011年7月1日より阪急阪神ホテルズに加盟したが、2014年1月29日で契約満了。2016年9月21日より「ホテルヒューイット甲子園」として営業。
- 都ホテルサンフランシスコ（1968年 - 2006年、米国サンフランシスコ市） - ジャパンタウンの一角に「都モール」と共に所在したが2006年売却。 現在は「HOTEL KABUKI」
- 都インサンフランシスコ（1975年 - 2006年、米国サンフランシスコ市） - ジャパンタウンの一角に「近鉄モール」と共に所在したが、2006年売却。開業当初は「KYOTO INN（京都イン）」と称した
- 大阪国際交流センターホテル（1987年 - 2014年。大阪市天王寺区） -　当時の都ホテル大阪が運営を受託したが、あべのハルカス内に大阪マリオット都ホテルの開業を控えた2014年2月をもって運営の受託が解消され営業が終了した。
- 博多都ホテル（初代、1972年-2016年、福岡市博多区、JR博多駅前） - 老朽化によるビルの建て替えに伴い、2016年3月31日で営業終了。「都ホテル 博多」として2019年再開業[9]。
- 金沢都ホテル（初代、1963年-2017年、石川県金沢市、JR金沢駅前） - 老朽化によるビルの建て替えに伴い[23]、2017年3月31日で営業終了。
- 沖縄都ホテル（1974年 - 2018年、沖縄県那覇市） - 2018年1月22日で営業終了し、同月末モルガン・スタンレー系列企業に売却。改装・耐震補強の上、同年9月13日[27]にノボテル沖縄那覇として開業[28]。
- 奈良ホテル ★（1909年 - 2019年、奈良県奈良市） - 歴史的経緯からJR西日本ホテルズと都ホテルズ&リゾート双方に加盟していた。近鉄の資本撤退を経て[注釈 7]、2019年3月31日をもって都ホテルズ&リゾーツから退会[31]し、JR西日本ホテルズ単独加盟となっている。
  - 奈良ホテル別館（1970年 - 1991年、奈良市） - 近鉄奈良駅ビルにて営業していた。
- 都シティ 津 ★（1985年 - 2021年、三重県津市、津センターパレス、(株)津センターから運営業務受託）- 旧・津都ホテル[3]。コロナ禍による利用減のため2020年9月1日から休業[32]、2021年2月28日をもって閉業（受託の終了）[33]。2022年4月25日に、リオ・ホテルズの運営による『Hotel 津 Center Palace』として再オープン[34]。

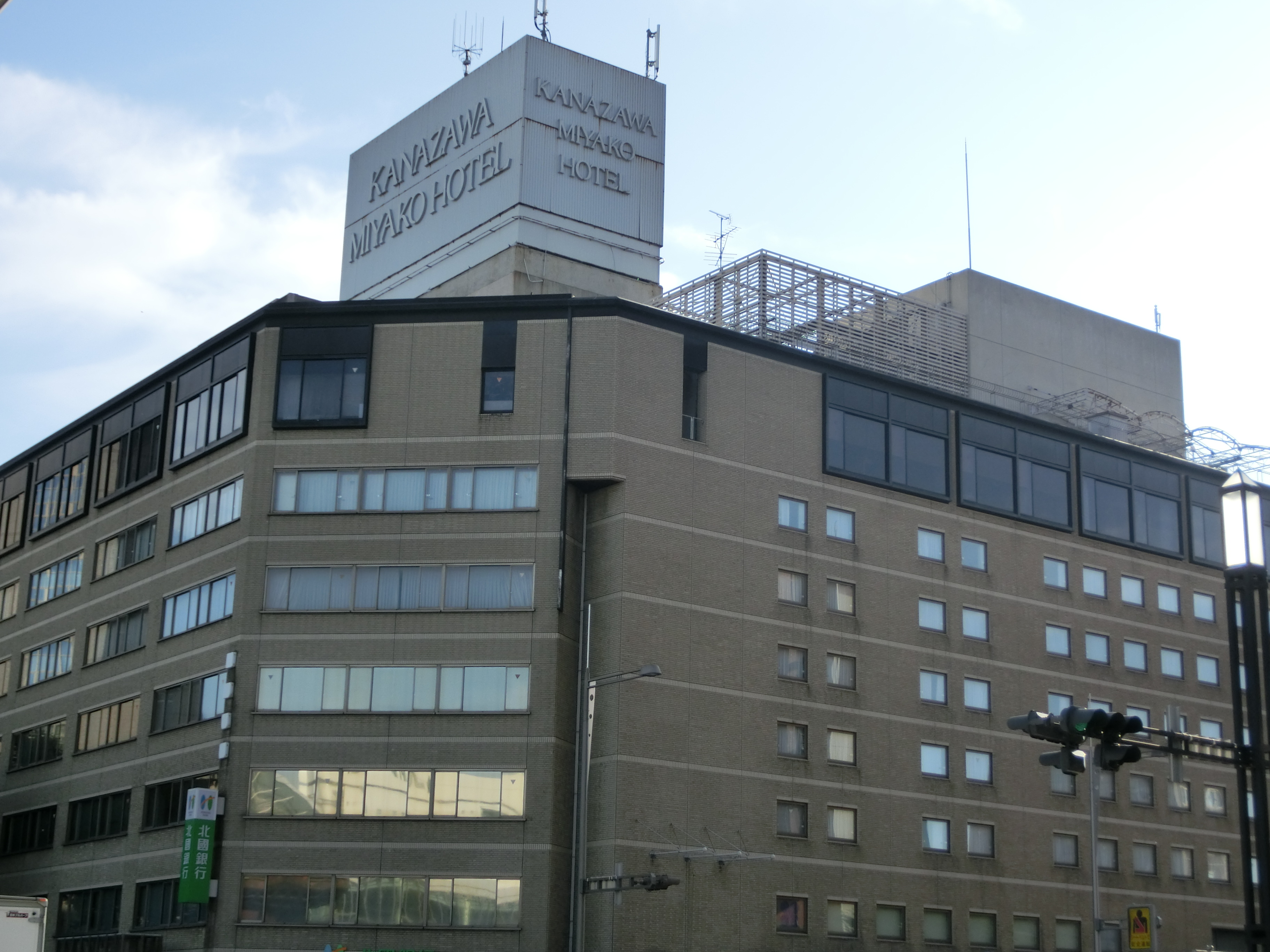
金沢都ホテル（建て替え前）
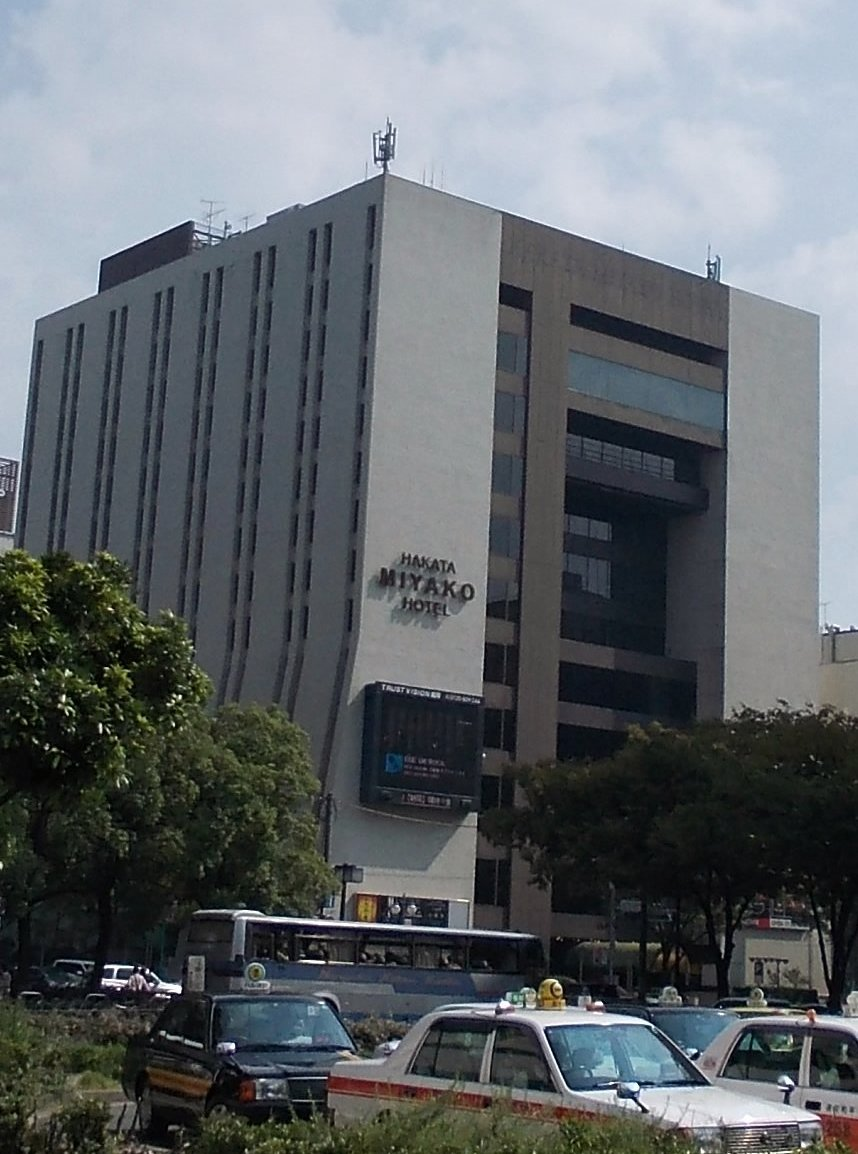
博多都ホテル（建て替え前）
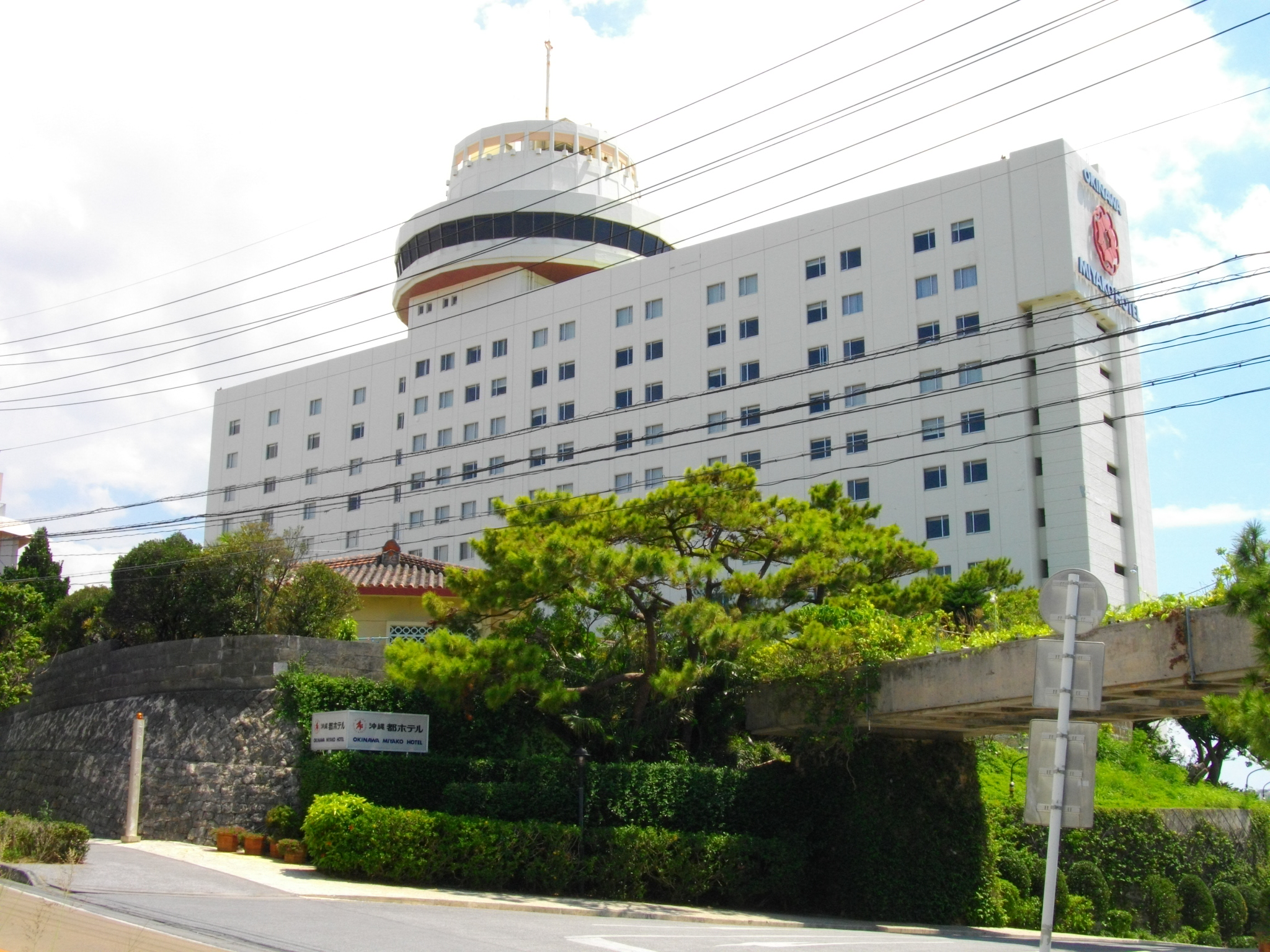
沖縄都ホテル
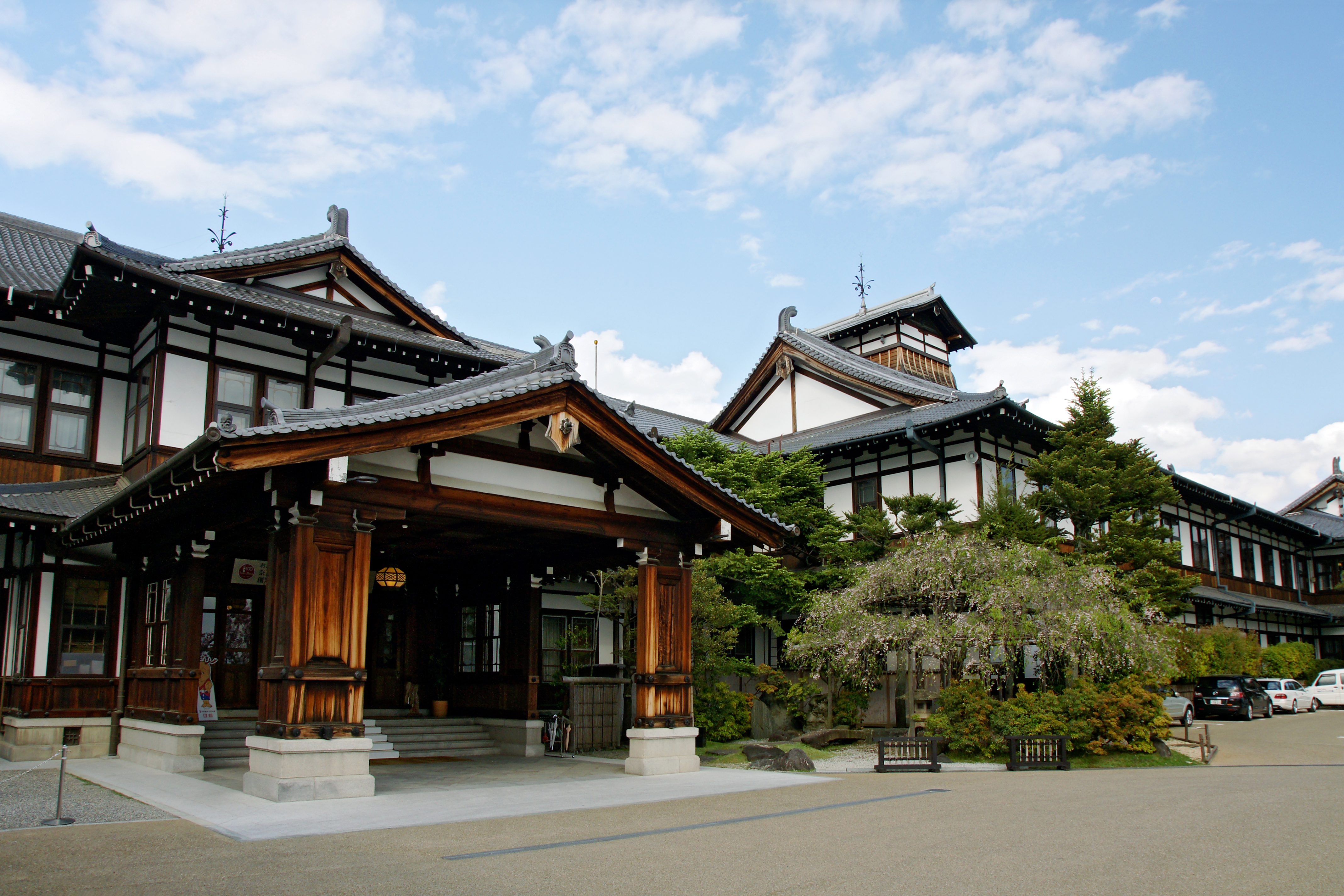
奈良ホテル

## その他事業・関連宿泊施設

### 都ホテル列車食堂
新幹線など国鉄やJRの食堂車、ビュフェ、車内販売で、「都ホテル列車食堂」を帝国ホテルほかとともに営業していたが、JR系列会社が担当する列車の比率が増したことで採算が取れなくなり、JR化後1990年3月改正で撤退・解散した。なお一部の社員は近鉄や都ホテルなどグループ会社へ転属となったほか、ジェイダイナー東海やにっしょく西日本などJR系の食堂・物販業者に転職した者もいた。

### 近鉄グループが経営している都ホテルズ・リゾーツ以外のホテル・旅館

#### 営業中
- 三交イン - 三重交通グループのビジネスホテルチェーン。近鉄GHD直系では「フォーズホテル 近鉄 大阪難波」まで参入してこなかったクラスの宿泊特化型ホテルを展開。
- 鳥羽シーサイドホテル（三重県鳥羽市、1971年開業）- 三重交通グループ。
- 奥日光高原ホテル（栃木県日光市湯元、1969年開業・2017年改装）
- 箱根高原ホテル（神奈川県箱根町元箱根、1962年開業・2017年改装）
- 国民宿舎 葛城高原ロッジ（奈良県御所市、金剛葛城観光開発が経営、1967年開業）
- 萩観光ホテル（山口県萩市、1967年開業）- 防長交通系

#### 撤退・譲渡等
- あやめ館（奈良市あやめ池北、2006年宿泊事業休止。料亭のみ営業中）[37]
- 百楽荘（奈良市百楽園、2009年宿泊事業休止。料亭のみ営業中）[37]
- 賢島荘（三重県志摩郡阿児町賢島、1952年開業、1998年閉鎖）[38]
- 賢島ロッジ（同上、1959年開業、1999年閉鎖）[38]
- 新賢島ロッジ（同上、1970年開業、1999年閉鎖）[38]
- 池の浦荘（三重県鳥羽市、1968年開業、2003年閉鎖）[39]
- 池の浦ビラ（同上、1970年開業、1993年閉鎖）[40]
- 奥香落高原ロッジ（奈良県曽爾村、1967年開業、1996年売却）[37]
- ホテルサンフラワー京都（京都市左京区。隣接していた京都岡崎ホテルと洛東ホテルを1973年12月に接続し統合の上改称。2001年系列外に譲渡[41]。現在のホテル平安の森京都）
- ホテルサンフラワー札幌（札幌市中央区、近畿日本ツーリスト系列[42]。1975年開業、2004年系列外に譲渡[41]。現在のANAホリデイ・イン札幌すすきの）
- ハファダイビーチホテル（北マリアナ諸島サイパン島、近畿日本ツーリスト系列[42]。1981年開業、2004年系列外に譲渡[41]。現在のグランヴィリオリゾート　サイパン）[注釈 9]
- ホテルポポロ東京（東京都品川区西五反田、近畿日本ツーリスト系列[42]。1997年開業、2004年系列外に譲渡[41]。建物は現在のホテルルートイン五反田）
- ホテル松政（山口市湯田温泉、2015年系列外に譲渡）
- 新湯の山観光ホテル（三重県菰野町、三重交通系。御在所ロープウェイが経営。2000年閉鎖）[43]
- 高円山ホテル（奈良市高円山、三笠温泉土地[注釈 10]が経営。1959年開業、2010年12月閉鎖）[44]
- 橿原観光ホテル（奈良県橿原市久米町、1948年開業、2021年7月末閉鎖。近鉄旅館システムズ運営）[45]

## 文献
- 『都ホテル100年史』株式会社都ホテル、1989年
- 稲葉なおと 著『匠たちの名旅館』集英社インターナショナル、2013年
- 「近畿日本鉄道100年のあゆみ」 近畿日本鉄道株式会社 2010年